# Građansko pravo
Građansko pravo ili "civilno pravo" je skup pravnih normi kojima se uređuju društveni odnosi u koje osobe stupaju povodom stvari, činidaba i imovine, pa se takvi odnosi stoga nazivaju građanskopravnim odnosima.
Od 19. stoljeća, postupno se od građanskog prava odvojilo trgovačko pravo, a u novije vrijeme se obiteljsko pravo, radno pravo, pravo industrijskog vlasništva i rastući broj drugih pravnih područja izučavaju i normiraju kao zasebne grane prava. Međutim je zajedničko podrijetlo svih tih oblasti prava posve evidentno, te se na odnose iz tih oblasti primjenjuje vrlo veliki broj odredbi iz "običnog" građanskog prava - npr. će se ugovor između trgovačkih društava smatrati sklopljenim pod točno onim uvjetima koji vrijede za sve građanskopravne ugovore. Stoga se sve grane prava koje su zadnja dva stoljeća postepeno nastale iz građanskog prava promatraju zajednički; u Hrvatskom pravnom jeziku se uvriježilo govoriti o "privatnom pravu" (što je u principu sinonim za "građansko pravo") kao terminu kojim se obuhvaća sve te srodne grane prava.

## Nastanak građanskog prava
Sustav građanskog prava kojega možemo vidjeti u Europi i u drugim zemljama koje su prihvatile europski način organizacije države plod je stoljetne tzv. "recepcije rimskog prava", veličanstvenog kulturnog procesa čije je najznačajnije razdoblje započelo osnivanjem prvih europskih sveučilišta. Začetnik temeljitog studija rimskog prava je Irnerius (c. 1050. - c. 1125.) osnivač studija prava na prvom od europskih sveučilišta - onome u Bologni. Taj je veliki pravnik - često nazivan lucerna iuris (" svjetionik prava") pristupio temeljitom studiranju Corpus Juris Civilis, velike zbirke rimskih zakona iz dotadašnjih 10 stoljeća pravne povijesti rimske države, te probranih tekstova ponajboljih pravnika iz tih tisuću godina; to je iznimno značajno pravno djelo bilo sačinjeno prema nalogu cara Justinijana I. Velikog i izdano u Konstantinopolu u razdoblju 529. – 534. godine.
Irnerius je Corpus Juris Civilis podvrgnuo tada već razvijenoj skolastičkoj metodi - to jest onoj metodi koja je bila razrađena u studiju knjiga Biblije i knjiga ranokršćanskih autora, tzv. patrologije. Sam Corpus Iuris Civilis su izvrsni konstantinopolski pravnici bili sastavili na način koji čak i podsjeća na Bibliju, a Irneriusovi učenici (i nasljednici) su prije pristupanja studiju prava već prošli solidnu poduku iz skolastičke filozofije i teologije. Po uzoru na katoličku teologiju, razvijena je tzv. "pravna dogmatika" - tj. formulirane su precizne definicije o tome koji je značaj pravnih pojmova poput "krivnja", "kazna", "osoba", "punoljetnost" i tome slično.
Pravnici obrazovani na sveučilištima - uvijek podučavani polazeći od "Corpus Iuris Civilis", nakon solidne poduke iz latinskog jezika i skolastičke filozofije - su u daljnjim stoljećima značajno utjecali na razvoj prava u čitavoj Europi, često nalazeći u Rimskom pravu rješenja za složenije probleme na koje lokalna feudalna prava (namijenjena potrebama ruralnih društava sa slabom trgovinom) nisu imala odgovore. Na raznim stranama Europe su s vremenom izdavane i zbirke sudskih presuda i državnih zakona - uvijek na latinskom jeziku i uz primjenu pravničkih struktura koje su se koristile u Corpusu i u studiju prava na sveučilišta. U tim je zbirkama - među kojima je i kompilacija ugarsko-hrvatskog "Prava Tripartita" (1517., sačinjena po Stjepanu Werbőczyu), koje su se na sudovima često koristile kao zakonski tekstovi, iz stoljeća u stoljeće vidljiva sve veća recepcija Rimskog prava - onako kako ga je pravna znanost sve temeljitije interpretirala, već prema napretku u filozofiji (i teologiji, najvažnijoj znanosti tih vremena) i razvoju gospodarske aktivnosti u Europi.
Oslanjajući se na rad francuskih "romanista" (termin kojega se i danas koristi za znanstvenike koji se bave važnom disciplinom izučavanja rimskoga prava, i kojima pravni fakulteti bez iznimke povjeravaju početke pravne izobrazbe mladih pravnika) iz 18. stoljeća, u Francuskoj se 1804. godine donosi Code Napoléon, tj. Francuski građanski zakonik, dosljedna kodifikacija pravne dogmatike (s izvornih 2281 članaka - priblično po jedan članak za jednu dogmu) u oblasti građanskog prava. Taj je zakonik u Francuskoj na snazi i danas, i vrlo je mali broj članaka mijenjan u sada već preko dvjesto godina njegove povijesti. Građanski zakonici na španjolskom govornom području i u bivšim francuskim kolonijama su do danas u principu samo prijevodi Francuskog građanskog zakona iz 1804. godine.
Sličnog značaja je Opći građanski zakonik (OGZ) koji je u Austriji bio donesen 1811. godine, i koji je u Republici Austriji do danas na snazi pod imenom Allgemeines bürgerliches Gesetzbuch (ABGB), također u jedva promijenjenom obliku u sada već preko dvjesto godina. Taj je zakon u Hrvatskoj primjenjivan kao izvor građanskog prava do 1978. godine, a neki njegovi dijelovi i kasnije (ugovor o ortaštvu, primjerice, bio je prema pravilima iz OGZ reguliran do 1994. godine). Valja naglasiti da su odredbe Francuskog i Austrijskog građanskog zakona - i zapravo svih kodifikacija građanskog prava nastalih u kontinentalnoj Europi - prilično slične; naime sve one nose snažni pečat Corpusa i dogmatike koju su europski pravnici tijekom stoljeća razvili "komentirajući" njegov sadržaj.
U Hrvatskoj danas ne postoji jedan "opći" građanski zakon; u principu je pravo koje se odnosi na stvari regulirano u Zakonu o vlasništvu i drugim stvarnim pravima, pravo nasljeđivanju u Zakonu o nasljeđivanju, a lavovski dio preostalog građanskog prava u Zakon o obveznim odnosima. Svi ti zakoni predstavljaju - uz stanovite hrvatske osobitosti - kompilaciju rješenja iz zakonodavstava kontinentalne Europe, ponajviše iz Austrije, Švicarske i Njemačke (a koja rješenja predstavljaju samo razvoj baštine iz Corpusa, koji je u Njemačkoj sve do 1900. godine primjenjivan kao izvor prava (tj. davale su mu državne vlasti pravnu snagu, kakvu inače imaju zakoni). Izuzev ta četiri najveća i najviše primjenjivana zakona, nalazimo segmente građanskog prava koji su zbog potreba suvremene privrede i načina života tražili dodatno normiranje izdvojene su u zasebne kodifikacije - tako imamo Zakon o radu, Obiteljski zakon, Zakon o nasljeđivanjui Zakon o autorskom pravu i srodnim pravima. Postoji još oveći broj manjih zakona - poput Zakona o najmu stanova, Zakona o industrijskom dizajnu i Zakona o leasingu, koji uređuju stanovite dijelove građanskog zakona: to nije hrvatski specifikum, jer i druge zemlje zadovoljavaju potrebe za normiranjem novih područja prava tako da ne remete pomno razrađenu sistematiku temeljnih(i još uvijek najčešće primjenjivanih) odredbi iz izvornih građanskih zakonika.
Brojni od ovih zakona ne sadrže samo građanskopravne pravne norme - tj. takve odredbe, koji uređuju odnose između načelno ravnopravnih subjekata u tzv. pravnom prometu - nego i takve koji uređuju postupanje tijela državne uprave, poput raznih inspekcijskih tijela, centara za socijalnu skrb i tijela lokalne samouprave. Takve odredbe prepoznajemo kao "javnopravne", za razliku od građanskopravnih.
Na engleskom govornom području kodifikacije građanskog prava se počinju sastavljati tek u najnovije vrijeme, a i tada nisu u toj mjeri sistematski i racionalno sastavljene kao kontinentalnoeuropske kodifikacije sačinjene prema diktatu apsolutnih monarha: naprosto se pravo tih zemalja razvijalo kompiliranjem važnih sudskih presuda i zakonodavnih odluka skromnog dosega - slično kao što je bio slučaj u svim europskim zemljama prije pojave prosvijećenog apsolutizma. Međutim je u tom tzv. "Common Law" podrijetlom iz engleske iznimno vidljiv utjecaj rimskog prava.
Izuzev islamskih zemalja, danas su praktično sve zemlje svijeta "recipirale" zakonodavstvo europskog tipa - pri čemu se bivše engleske kolonije (uključujući tu i SAD) odlikuju osobitim stilom "Common Law" koji je nastao jednim "prirodnim" načinom razvoja srednjovjekovnog prava pod odlučnim utjecajem baštine rimskog prava, a preostale zemlje (uključujući čak i Tursku, Kinu i Japan) su pod značajnijim utjecajem velikih kodifikacija sačinjenih u kontinentalnoj Europi 19. stoljeća.

## Subjekti građanskog prava
Subjekti građanskog prava su pravne i fizičke osobe, 

## Objekti građanskog prava
Objekti građanskog prava su:
- stvari,
- činidbe,
- prava osobnosti,
- intelektualna prava.

Na objektima prava imaju fizičke ili pravne osobe ("subjekti") tzv. "subjektivna prava"
Na stvarima mogu subjekti imati pravo vlasništva, ili neko od ograničenih prava poput npr. hipoteke, služnosti puta ili prava koje proizlaze iz ugovora o zakupu.
Činidbe mogu predstavljati obvezu neke osobe da nešto učini, da se od nečega suzdrži ili da nešto plati.
Prava osobnosti su npr. pravo na tjelesni integritet, ugled, zdravlje. U praksi se često traže odštete zbog npr. tjelesnih bolova ili nanošenja javne sramote.
Intelektualna prava mogu biti patenti, prava koja imaju umjetnici na svojim tvorevinama i slično. Npr. smije autor neke knjige koja još nije objavljena zabraniti da se ona ikada objavi; ako je već objavljena ima pravo na naknadu i razna druga prava.

## Podjela građanskog prava
U građansko pravo spadaju: 
- opći dio građanskog prava (nauka o pojmu i načelima građanskog prava, subjektima i objektima građanskog prava i o pravnim poslovima građanskog prava),
- stvarno pravo:
  - vlasništvo,
  - služnosti,
  - založno pravo,
  - pravo građenja,
  - pravo stvarnih tereta;
- obvezno pravo:
  - ugovorno pravo,
  - odštetno pravo,
  - stjecanje bez osnove,
  - poslovodstvo bez nasloga,
  - pravo vrijednosnih papira;
- nasljedno pravo:
  - zakonsko nasljedno pravo,
  - oporučno nasljedno pravo
  - nužno nasljedno pravo.

Građansko pravo europskog kontinentalnog kruga bazira se na rimskom pravu. Zbog recepcije rimskog prava u nacionalna građanska prava europskih zemalja izuzetno je velika stopa komparativnopravne sličnosti građanskopravnih sustava u Europi.